# Pont Saint-Jean (Bordeaux)
Pour les articles homonymes, voir Pont Saint-Jean.
Le pont Saint-Jean est un pont à poutres franchissant la Garonne à Bordeaux, inauguré le 4 avril 1965. Il se situe dans le prolongement du boulevard Joliot-Curie et relie le quai Deschamps, dans le quartier de La Bastide sur la rive droite, au quai de Paludate, sur la rive gauche près de la gare de Bordeaux-Saint-Jean.

## Historique
Jusqu'à la mise en service de ce pont, la traversée de la Garonne à Bordeaux n'était possible que par le pont de pierre (et par la passerelle Eiffel pour le trafic ferroviaire). En 1962, un concours a été lancé pour la construction d'un nouveau pont et c'est l'entreprise Campenon Bernard, aujourd'hui membre du groupe Vinci, qui a été sélectionnée. La société s'associe dans le cadre de ce projet à Jean Louis Fayeton (1908-1968), Architecte des bâtiments civils et palais nationaux.
Les travaux ont débuté le 23 avril 1963.
Ce pont à dominante autoroutière est en chantier depuis 2021 dans le cadre du projet Euratlantique. L'objectif est de faire de ce pont un espace urbain avec le réaménagement des débouchés (création d'un parc devant le château Descas et la transformation du boulevard Joliot Curie) et réduction de la place accordée à la voiture.